# SkyWay Group
SkyWay Group (SkyWay-groep) is een groep bedrijven met de centrale vestiging in Wit-Rusland die geregistreerde bedrijfsnamen heeft als "Euroasian Rail Skyway Systems Ltd.", "First SkyWay Invest Group Limited" en "Global Transport Investment Inc." in onder meer de Britse Maagdeneilanden, Londen en Minsk. Deze bedrijven zijn op zoek naar potentiële investeerders over de hele wereld voor de ontwikkeling van hun technologie genaamd SkyWay (of String Transport ). Het publiek is door financiële toezichthouders gewaarschuwd voor risicovolle investeringen in infrastructuurprojecten van de SkyWay-groep.

## Overzicht

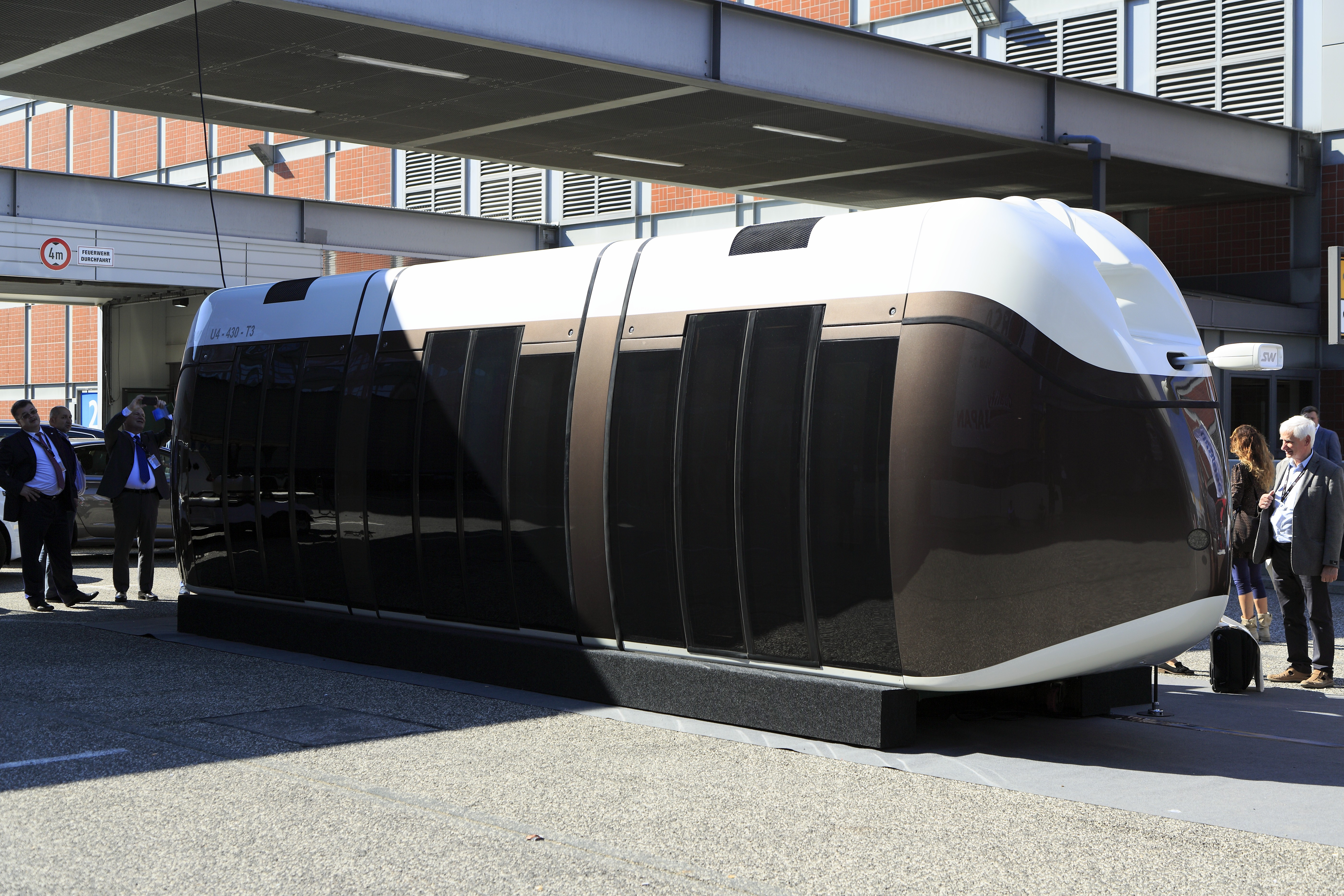
De SkyWay Group exposeerde een monorailvoertuig op de InnoTrans-beurs in Berlijn in 2018.

Anatoli Joenitski is de uitvinder van de SkyWay-technologie en is ook de oprichter en de belangrijkste aandeelhouder van bedrijven in de SkyWay-groep. De SkyWay-technologie is op de markt gebracht als een nieuw type verhoogd light rail-transportsysteem. Een beoordeling door de Moskouse Staatsuniversiteit van Spoorwegtechniek geeft aan dat de technologie onveilig is.
SkyWay is ontworpen om passagiers en vracht te vervoeren. Yunitskiy beweert dat zijn voertuigen snelheden tot 500 kilometer per uur kunnen halen en naar verluidt 20 procent minder kosten dan normale metro's. Er wordt ook beweerd dat deze technologie minimale uitstoot van gassen en deeltjes met zich meebrengt. SkyWay beweert dat zijn kleine transporteenheden met variabele passagierscapaciteit veilig kunnen reizen met tussenpozen van slechts 2 seconden, waardoor ze een transportcapaciteit bieden van maximaal 50.000 passagiers per uur.
Hoewel landen als Australië, India, Indonesië, Italië, Litouwen en de Verenigde Arabische Emiraten begonnen te onderhandelen met de SkyWay-groep, zijn er buiten een testsite in Wit-Rusland geen projecten gerealiseerd. Sommige van deze projecten werden later geannuleerd of uitgesteld vanwege zorgen over veiligheid en financiële onregelmatigheden.

## Evaluatie
De door de SkyWay-groep gepromote technologie werd in 2008 in Rusland beoordeeld door de Moskouse Staatsuniversiteit van Spoorwegtechniek, maar zij werd vervolgens ingetrokken nadat zij concludeerde dat het project "niet levensvatbaar en onveilig" was. Volgens haar beoordeling is de technologie gevuld met een "groot aantal systeemdefecten" en is zij onpraktisch "omdat deze geen gelijkmatig pad voor het verkeer biedt". Het rapport stelde ook dat "passagiers zich op hoogte van het maaiveld bevinden. Vernietiging van een reeks kan leiden tot doden. Het systeem gaat gepaard met groot risico".

## Testen

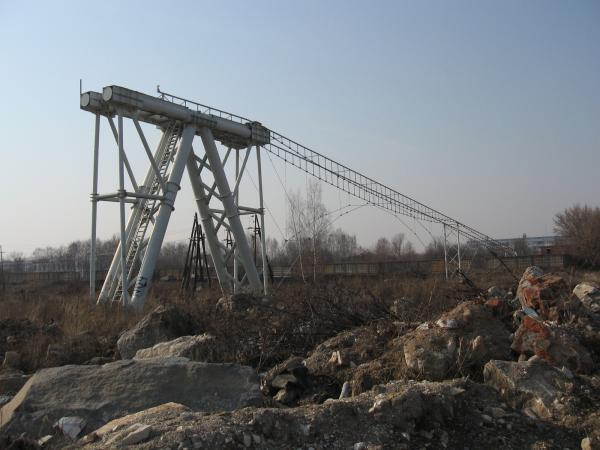
SkyWay-testbaan gebouwd in Ozyory (Rusland) in 2001, die later werd gedeconstrueerd

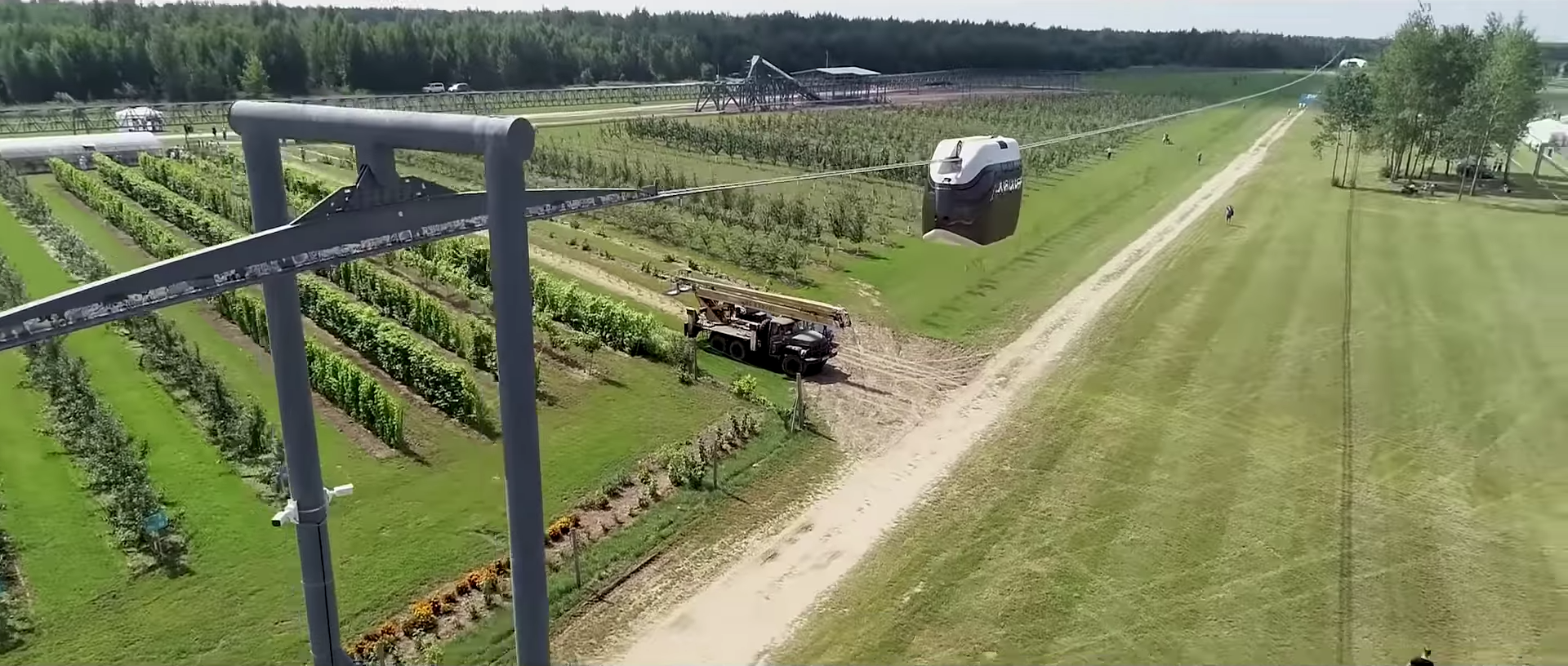
Een opgehangen monorailvoertuig op een testbaan in het EcoTechnoPark in Marjina Horka (Wit-Rusland)

In 2001 werd een prototype van een SkyWay-parcours gebouwd in het Russische dorp Ozyory in de oblast Moskou. De toegestane belasting op deze baan werd daar getest met een vrachtwagen met ijzeren wielen. Deze locatie werd later gedeconstrueerd.
In oktober 2015 startte de SkyWay-groep met de bouw van een testlocatie om de SkyWay-technologie te demonstreren. Het is gelegen in Marjina Horka (ongeveer 70 km van Minsk) en wordt het EcoTechnoPark genoemd. In augustus 2018 waren er drie tracks met prototypen op deze site. De ene is voor een voertuig met een maximale capaciteit van 48 personen. Het tweede spoor is voor een voertuig met 14 zitplaatsen en het derde is voor een voertuig met 6 plaatsen.
Wetenschappers in Wit-Rusland hebben aanbevolen dat onafhankelijk testen van deze technologie moet worden uitgevoerd door geaccrediteerde organisaties.

## Onderhandelingen

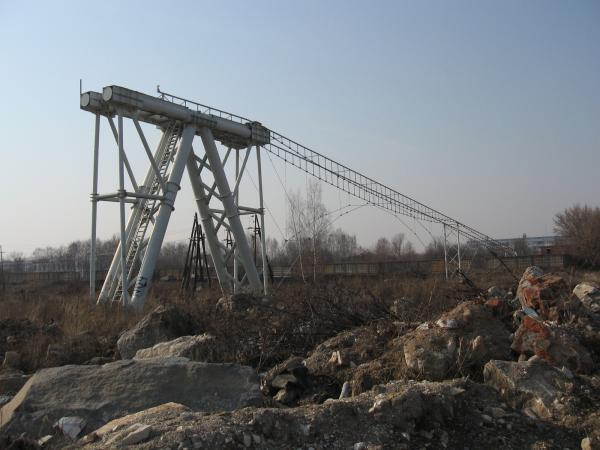
SkyWay-testbaan gebouwd in Ozyory (Rusland) in 2001, die later werd gedeconstrueerd

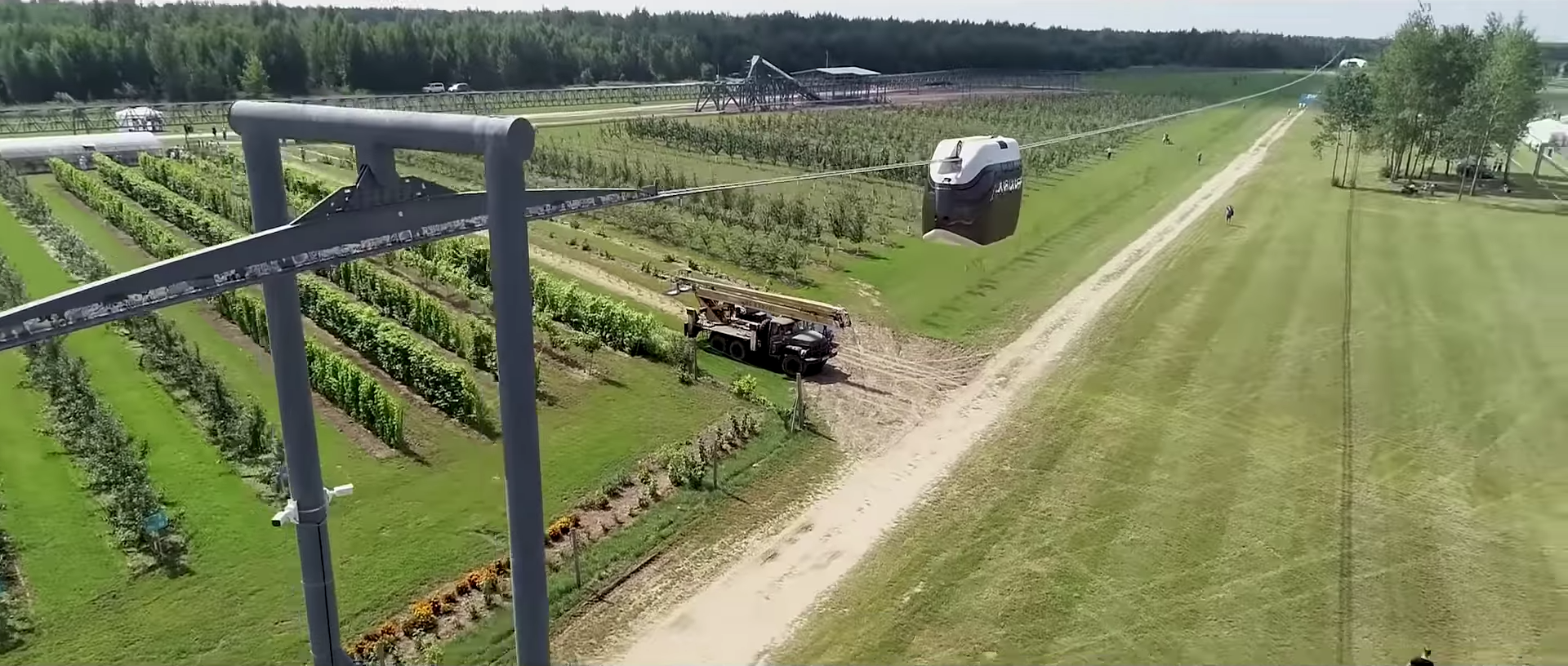
Een opgehangen monorailvoertuig op een testbaan in het EcoTechnoPark in Marjina Horka (Wit-Rusland)

De SkyWay-groep begon onderhandelingen met landen als Litouwen, Australië, India, Italië en Indonesië. Deze projecten werden later geannuleerd of uitgesteld voordat de bouw begon. Het meest recente geplande project is in de Verenigde Arabische Emiraten.

### Litouwen
Tijdens de onderhandelingen in 2014 tussen de SkyWay-groep en de gemeente Siauliai in Litouwen werd een investeringsovereenkomst getekend, een stuk land werd vooraf toegewezen om een SkyWay-testfaciliteit te bouwen en geld werd door SkyWay overgemaakt naar de bankrekeningen van de gemeente. De burgemeester van Siauliai werd later bekritiseerd wegens onderhandelingen met de SkyWay Group en eind 2014 kreeg hij de opdracht om de onderhandelingen te annuleren.

### Zuid-Australië
Een ander project was gepland in 2016 op de Flinders University in Zuid-Australië om een 500 meter lange lijn te bouwen voor 13 miljoen Australische dollar onder leiding van voormalig minister van Vervoer Rod Hook, die werkte voor SkyWay als infrastructuuradviseur. Deze onderhandelingen werden uiteindelijk in augustus 2018 voor onbepaalde tijd uitgesteld, omdat ze de voorkeur gaven aan rijdende bussen.

### India
In mei 2017 werd een Memorandum of Understanding ondertekend door de minister van Stedelijke Ontwikkeling van de Noord-Indiase staat Himachal Pradesh bij een van de SkyWay Group-bedrijven. In juli 2017 rapporteerde de Economic Times dat de regering werd bekritiseerd vanwege onderhandelingen met "een bedrijf zonder operationele projecten overal ter wereld" en er werden twijfels geuit over de veiligheid en levensvatbaarheid van het project.

### Indonesië
Er werd een Memorandum of Understanding ondertekend met de Universiteit van Indonesië in West-Java om 'sky trains' op de campus te bouwen. Plannen werden ook gemaakt in Kalimantan. Leden van het publiek klaagden over de verdachte verkoop van beleggingsproducten en de onderhandelingen werden uiteindelijk geannuleerd in 2018.

### Italië
Begin 2018 vonden in Italië onderhandelingen plaats. De staatssecretaris voor de Republiek San Marino heeft in maart 2018 op het EcoTechnoPark in Belarus een memorandum van overeenstemming ondertekend voor de aanleg van de San Marino-Rimini-lijn. De burgemeester van de Siciliaanse stad Messina gebruikte ook SkyWays "flying trams" om zijn verkiezingscampagne te promoten. Beide onderhandelingen werden uitgesteld of geannuleerd wegens bezorgdheid die ontstond in de lokale politiek en door de Italiaanse regelgevende instantie Commissione Nazionale per le Società e la Borsa (CONSOB).

### Verenigde Arabische Emiraten
In februari 2019 werd een Memorandum of Understanding ondertekend door de Roads and Transport Authority (RTA) van Dubai met de "Skyway Greentech Company" om daar 'sky-pods' te bouwen.
In april 2019 keurde de sjeik Mohammed bin Rasjid Al Maktoem, vicepresident en premier van de VAE en heerser van Dubai, een SkyWay-systeem voor hangend transport goed dat een lengte van 15 kilometer zou hebben en uit 21 stations bestaat en vitale plekken in Dubai met elkaar verbindt.
In november 2019 was de sjeik dr. sultan bin Muhammad Al Qasimi, lid van de federale hoge raad van de VAE en heerser van Sharjah, getuige van de lancering van de experimentele fase van het SkyWay-project voor een hangend transportsysteem bij het Sharjah Research Technology and Innovation Park.

## Afzet
De SkyWay-groep zoekt naar potentiële investeerders over de hele wereld met behulp van verschillende vormen van marketing en SkyWay Capital is hun belangrijkste fondsenwerver. SkyWay Capital biedt "astronomisch" rendement op investeringen, zelfs "tot duizend keer". Daartoe maken zij gebruik van crowdfunding en multi-level marketing waarbij investeerders een beloning beloven voor het overtuigen van andere mensen om SkyWay-verkoopbijeenkomsten bij te wonen. Het is ook gedocumenteerd dat dit bedrijf niet-onderbouwde beweringen over zijn onderhandelingen doet om investeringen aan te moedigen.
SkyWay Capital verkoopt de aandelen en opties van bedrijven zoals "Euroasian Rail Skyway Systems Ltd." en "First Skyway Invest Group Limited". Deze bedrijven zijn geregistreerd in onder meer Londen en de Britse Maagdeneilanden, een belastingparadijs. Het succes van dit bedrijf hangt af van zijn product - de SkyWay-technologie - die volgens Siol.net "nog lang niet in de handel is".
De SkyWay-groep promoot zichzelf ook door deze technologie tentoon te stellen op handelsbeurzen zoals het derde internationale transportcongres en -expositie in Singapore (SITCE) en InnoTrans 2018 in Berlijn.
Er is gedocumenteerd dat de SkyWay-groep misleidende informatie over hun technologie gebruikt om investeringen te bevorderen. Ze beweerden bijvoorbeeld dat een SkyWay-project "werd gesteund door de autoriteiten in Mahiljow " (een stad in Wit-Rusland), maar de werkelijke documentatie van de stad bewijst dat dit niet waar is.
Bedrijven die banden hebben met de SkyWay-groep en die zich bezighouden met het aantrekken van investeringen hebben geen toestemming gekregen om aandelen te verkopen in de landen waarin ze actief zijn. Ze wijzen ook elke aansprakelijkheid af als beleggers hun geld verliezen. Financiële regelgevende instanties hebben gewaarschuwd dat deze bedrijven de kenmerken van een piramidespel hebben en dat zij bij oplichting betrokken kunnen zijn.

## Wettelijke waarschuwingen
Veel nationale banken en regelgevende instanties hebben het publiek gewaarschuwd dat de SkyWay-groep niet het wettelijke recht heeft om aandelen in hun land te verkopen en over mogelijke risico's die samenhangen met de aankoop van deze aandelen. Het begon na onderzoek in Litouwen. In 2014 bracht de Bank van Litouwen een officiële verklaring uit waarin beleggers werden gewaarschuwd dat niet-geïdentificeerde individuen Litouwse inwoners uitnodigden om te investeren in 'next-generation stringtransport' door online aandelen te kopen van de besloten vennootschap die ze verkochten zonder een prospectus dat is goedgekeurd door een bevoegde autoriteit. De Bank of Lithuania deelde deze waarschuwing op grote schaal "zodat het in alle landen bekend is dat dit bedrijf zich bezighoudt met illegale activiteiten".
Sindsdien zijn in veel landen, waaronder Nederland, België, Tsjechië, Estland, Duitsland, Griekenland, Indonesië, Italië, Nieuw-Zeeland en Slowakije, waarschuwingen aangepast aan de specifieke activiteiten van SkyWay-bedrijven in afzonderlijke landen.

## Onderscheidingen
- SkyWay Technologies Co., Republiek Wit-Rusland won de prijs "Meest innovatieve ecologische project op het gebied van transport".[48]
- De heer Anatoli Unitsky werd genomineerd voor de prijs "Individu met uitstekende bijdrage aan de ontwikkeling van de transportsector".[48]

## Aantekeningen en referenties
1. ↑  Со скоростью 500 км/ч. На "дорогу будущего" под Марьиной Горкой изобретатели ищут 300 млн долларов. 42.tut.by (15 september 2015). Gearchiveerd op 27 april 2019. Geraadpleegd op 21 april 2019.
2. ↑  Linas Jegelevičius, A genuine investment project? A boondoggle? A scheme? Lithuania: a national security threat first. Baltic News Network (BNN) (25 september 2015). Geraadpleegd op 1 March 2019. “«Euroasian Rail Skyway Systems Ltd.», «American Rail Skyway Systems Ltd.», «African Rail Skyway Systems Ltd.», «Australian & Oceanic Rail Skyway Systems Ltd.» and, set purposely to Lithuania, «Rail Skyway Systems Ltd.» are a few to be mentioned.”
3. ↑  Financiële waakhond waarschuwt voor piramidefraude van SkyWay Capital. Gazet van Antwerpen.
4. 1 2  First Skyway Invest Group Limited ("Skyway Capital"). Autoriteit voor Financiële Diensten en Markten (FSMA) (17 May 2019). Gearchiveerd op 21 mei 2019. Geraadpleegd op 31 October 2019. “De Autoriteit voor Financiële Diensten en Markten (FSMA) waarschuwt het publiek voor de activiteiten van First SkyWay Invest Group Limited (“SkyWay Capital”), een vennootschap die openbaar beleggingsinstrumenten aanbiedt in België.”
5. ↑  Lietuvos bankas perspėja dėl pasiūlymų investuoti į „Skyway“ projektus. www.lrytas.lt.
6. 1 2 3 4 5 6 7  Sky Way, l’azienda del “tram volante” che non ha mai realizzato un progetto. letteraemme.it (20 juli 2018). Geraadpleegd op 4 februari 2019.
7. 1 2 3 4 5 6 7  Tomšič, Matic, Kdo so Rusi, ki lovke stegujejo po slovenskem denarju. siol.net.
8. 1 2 3 4 5 6 7 8 9  Venugopal, Vasudha, "Doubts raised over Belarus company credential for Rs 250-crore skyway transport project in Dharamshala", The Economic Times, 13 July 2017. Gearchiveerd op 19 november 2020. Geraadpleegd op 15 July 2017.
9. 1 2  ">Bank of Lithuania warns SkyWay activities in Lithuania illegal. Lietuvos Bankas Lithuania. Gearchiveerd op 10 september 2017. Geraadpleegd op 23 maart 2017.
10. ↑  Court dismissed Rail Skyway Systems' EUR 10 mln claim against Lithuania. The Baltic Course (7 January 2019). Geraadpleegd op 1 March 2019.
11. ↑  Look: The Skyway is the new transport project to beat traffic in Sharjah. gulfnews.com.
12. ↑  Kdo so Rusi, ki lovke stegujejo po slovenskem denarju. siol.net.
13. 1 2 3 4  "Investasi Mandek, PT Skyway Teknologies Indonesia Umumkan Pembekuan", 30 september 2018.
14. 1 2 3 4  Černiauskas, Šarūnas, "Lietuvos bankas: "oro traukinius" žadančio A. Junickio veikloje – sukčiavimo požymiai", DELFI. Geraadpleegd op 1 maart 2017.
15. 1 2  "MoU with Skyway Greentech to develop Sky Pod Network", RTA. Geraadpleegd op 12 februari 2019.
16. ↑  Сидорович, Константин, Илон Маск — чушь собачья, несите деньги мне. Белорус основал «компанию на $400 млрд» и строит под Минском «сверхскоростной» Sky Way - Технологии Onliner. Onliner (5 september 2016). Geraadpleegd op 2 april 2019.
17. ↑  Возле Марьиной Горки строят испытательный центр транспорта будущего — Пухавіцкія навіны. Пуховичские новости. Марьина Горка. Новости Марьиной Горки. Gearchiveerd op 8 januari 2020. Geraadpleegd op 21 april 2019.
18. 1 2 3  Сидорович, Константин, «Паразитирую на финансовых пирамидах», «перспективы развития — виртуальные». Что происходит со SkyWay Юницкого - Технологии Onliner. Onliner (11 september 2017).
19. 1 2  Van Burren, Arthur, Das Skyway-Projekt – das Phantasialand der Träumer und Gutgläubigen? (5 January 2018).
20. ↑  Unveiled - the plan to bring driverless sky trains to Adelaide. FIVEaa. Gearchiveerd op 21 maart 2019. Geraadpleegd op 21 april 2019.
21. ↑  Sutartis dėl Styginio transporto skandalo centre. www.snaujienos.lt. Geraadpleegd op 9 april 2019.
22. ↑  (en) "A genuine investment project? A boondoggle? A scheme? Lithuania: a national security threat first", Baltic News Network - News from Latvia, Lithuania, Estonia, 25 september 2014. Geraadpleegd op 1 maart 2017.
23. ↑  Unveiled - the plan to bring driverless sky trains to Adelaide. FIVEaa. Gearchiveerd op 21 maart 2019. Geraadpleegd op 21 april 2019.
24. ↑  [PRO Flinders Skyway - $13m - Sensational-Adelaide.com]. www.sensational-adelaide.com.
25. ↑  "Warnings mount as it all looks like pie in the Sky-Way", The Advertiser, 23 February 2019.
26. ↑  Khumaini, Anwar, Gandeng SkyWay Indonesia, UI akan bangun 'Kereta Langit'. merdeka.com.
27. ↑  PDCS: interpellanza monorotaia. SMTV San Marino (20 March 2019).
28. ↑  Elezioni Messina, Cateno De Luca fa sul serio: ecco il progetto dell'avveniristico tram sospeso in aria [VIDEO e DETTAGLI] (7 June 2018).
29. ↑  Skyway to transport passengers along Dubai's skyscrapers. khaleejtimes.com.
30. ↑  SkyWay project in Sharjah launches experimental phase. arabianbusiness.com.
31. 1 2  SkyWay Capital Review: Russian transport funding 22% daily ROIs?. behindmlm.com.
32. ↑  Černiauskas, Šarūnas, Transporto revoliuciją žadantis rusas Šiauliams mauna kvailio kepurę. DELFI.
33. ↑  Gateless gantries, suspended trams among public transport innovations on show at World Cities Summit. Channel NewsAsia. Gearchiveerd op 30 maart 2019. Geraadpleegd op 21 april 2019.
34. ↑  Новые варианты рельсового транспорта. www.ng.ru.
35. 1 2 3 4 5 6  New Zealand’s FMA Adds Skyway Capital to Warning List - Finance Magnates. Finance Magnates - Financial and business news (12 July 2018).
36. 1 2  Skyway Capital/Skyway Group. Financial Markets Authority (New Zealand). Gearchiveerd op 7 december 2021. Geraadpleegd op 16 February 2019.
37. ↑  "First Skyway Invest Group Limited", Autoriteit Financiële Markten website. Geraadpleegd op 31 October 2019.
38. ↑  Czech National Bank Warning. www.cnb.cz. Gearchiveerd op 20 februari 2019. Geraadpleegd op 21 april 2019.
39. ↑  Review of Skyway Capital - A Few Facts Why This Business Is a Scam (23 september 2018).
40. ↑  "Information on First SkyWay Invest Group LTD", EFSA website. Geraadpleegd op 16 January 2019.
41. ↑  Eerste Skyway Invest Group Ltd: Anhaltspunkte für fehlenden Verkaufsprospekt BaFin
42. ↑  Van Burren, Arthur, First Skyway Invest Group Ltd – Bafin sieht Anhaltspunkte für fehlendes Verkaufsprospekt – Bafin sees evidence for missing sales prospectus (8 november 2018).
43. 1 2  "SkyWay Invest Group ads are not approved", EconomyNews247 Greece. Gearchiveerd op 23 februari 2019. Geraadpleegd op 13 november 2018.
44. ↑  Simorangkir, Eduardo, Hati-hati! Ini 57 Investasi Bodong yang Dilarang OJK. detikfinance. Geraadpleegd op 2 april 2019.
45. ↑  Warnings. www.consob.it.
46. ↑  Van Burren, Arthur, First Skyway Invest Group Ltd. – slowakische Nationalbank gibt Warnung heraus – Slovak National Bank issues warning (6 February 2019).
47. ↑  Upozornenie Národnej banky Slovenska na činnosť spoločnosti First SkyWay INVEST Group Ltd. - www.nbs.sk. www.nbs.sk. Gearchiveerd op 27 april 2019. Geraadpleegd op 21 april 2019.
48. 1 2  The Winners of the Golden Chariot Award